# 1905 في النرويج
فيما يلي قوائم الأحداث التي وقعت خلال عام 1905 في النرويج.

## سياسة

### تعيين في المنصب
- 11 مارس – غونار كنودسن Minister of Auditing [الإنجليزية]‏، Minister of Finance of Norway ‏.
- 11 مارس – كريستيان ميكلسن رئيس وزراء النرويج، Minister of Justice and Public Security [الإنجليزية]‏،Minister of Finance of Norway ‏،Minister of Auditing [الإنجليزية]‏.
- 7 يونيو – يورغن لفلاند وزير الخارجية في النرويج.
- 18 نوفمبر – هوكون السابع ملك النرويج ملكية النرويج.

### انتهاء فترة المنصب
- 11 مارس – فرانسيس هاغروب رئيس وزراء النرويج، Minister of Justice and Public Security [الإنجليزية]‏.
- 11 مارس – كريستيان ميكلسن Minister of Finance of Norway ‏،Minister of Justice and Public Security [الإنجليزية]‏.
- 7 يونيو – أوسكار الثاني ملك السويد ملكية النرويج.
- 7 يونيو – غونار كنودسن Minister of Auditing [الإنجليزية]‏،Minister of Finance of Norway ‏.

## رياضة
- 1 يناير – كأس النرويج 1905 الفائز نادي أود.

## مواليد

### يناير
- 22 يناير – ألفرد لارسن مصارع هاوي نرويجي.

### فبراير
- 22 فبراير – إلينغ إنغر

### مارس
- 7 مارس – إرلينغ أندرسن طائر تزلج من الولايات المتحدة الأمريكية.
- 18 مارس – أرني ساندي ملاكم دنماركي.

### أبريل
- 8 أبريل – برنت إيفنسن
- 24 أبريل – هنريك إدلاند

### يونيو
- 8 يونيو – هيرمان يانسن

### أغسطس
- 4 أغسطس – إدغار برون منافِس أوليمبي نرويجي.
- 5 أغسطس – أنيتا غريف رسامة نرويجية.

### سبتمبر
- 25 سبتمبر – هاكون فلوود

### أكتوبر
- 20 أكتوبر – أرماند كارلسن

### أبريل
- 21 أبريل – جون غريغ (مواليد 1856) ناشر نرويجي.